# Керо (Мичиген)
Керо (енгл. Caro) град је у америчкој савезној држави Мичиген.

## Демографија
По попису из 2010. године број становника је 4.229, што је 84 (2,0%) становника више него 2000. године.
| Група             | 2000.         | 2010.         |
| Белци             | 3.842 (92,7%) | 3.887 (91,9%) |
| Афроамериканци    | 23 (0,6%)     | 28 (0,7%)     |
| Азијати           | 36 (0,9%)     | 34 (0,8%)     |
| Хиспаноамериканци | 169 (4,1%)    | 225 (5,3%)    |
| Укупно            | 4.145         | 4.229         |